# Ихтиманска Средна гора
Ихтиманска Средна гора е планински дял в западната част на Средна гора между долините на реките Искър на запад и Тополница на изток.
Западната граница започва от Боровецката седловина, спуска се по долината на река Боровецка Бистрица и по река Искър достига язовирната стена на Панчаревското езеро. Тези две реки отделят Ихтиманска Средна гора от разположените на запад Самоковска котловина и планините Плана и Витоша. Северната граница преминава по южните периферии на Софийската, Саранската, Камарската и Златишко-Пирдопската котловина. Тук чрез три планински прага – Негушевски рид, Опорски рид и Гълъбец Ихтиманска Средна гора се свързва с планините Мургаш и Етрополска, части от Стара планина. На изток проломната долина на река Тополница я отделя от Същинска Средна гора, а на юг горното течение на река Марица – от североизточните склонове на Рила планина.
Нейният котловинно-хълмист и планински релеф може да бъде поделен на три района: Вакарелско-Белишки, Шипочанско-Еледжишки и Ихтимански. В обсега на Вакарелско-Белишкия район се проследява преобладаващата западно-източна орографска изява на планините Лозенска (1190 м), Вакарелска (1090 м) и Белица (връх Голяма Икуна 1221 м). Тук между планините Лозенска и Вакарелска в горното течение на река Габра (ляв приток на Лесновска река) се очертава малката по обхват Габренска котловина.
Между Самоковската котловина на запад и долината на река Тополница на изток се намира Шипочанско-Еледжишкия район. В него на допира със северното подножие на Рила се открояват разнопосочните гърбища на ридовете Шипочански (1312 м), Шумнатица (1392,8 м), Септемврийски (1275 м) и Еледжик (1186 м). Южно от тези ридове, на границата с Рила се намира Костенецко-Долнобанската котловина (520 м).
Между орографските единици на Вакарелско-Белишкия и Шипочанско-Еледжишкия район в горното поречие на река Мътивир (десен приток на Тополница) се очертава Ихтиманската котловина (650 м).
Дължината и ширината на Ихтиманска Средна гора е около 50 – 52 км, площта ѝ 1370 км2, а следната ѝ надморска височина 750 м. Максималната височина на планината е 1392,8 м и се намира в най-южната част на рида Шумнатица, недалеч от курортния комплекс Боровец.
Изградена е главно от гнайси, пясъчници, варовици и гранити. В района на село Габра има находища на въглища, а в югоизточната ѝ част при град Момин проход и село Пчелин топли минерални извори. Климатът е умерено-континентален. Цялата област се отводнява от левите притоци на Марица – Очушница, Тополница (с десния си приток Мътивир) и др. и Искър – Боровецка Бистрица, Шипочаница, Лесновска река и др. Почвите са предимно кафяви горски и излужени и оподзолени канелени горски. Преобладаващата горска растителност е представена от дъбови и букови гори, а по високите части – пасища.
В пределите на Ихтиманска Средна гора са разположени 4 града – Ихтиман, Костенец, Долна баня и Момин проход и множество малки села и махали.
На територията и има един основен, важен и голям язовир, язовир Огняново, село Огняново.
Северните склонове на Ихтиманска Средна гора започват от село Доганово , община Елин Пелин, които са със средна надморска височина от 500 до 800 метра.
От северозапад на югоизток през планината, от село Нови хан до село Калугерово, на протежение от 79 км преминава участък от автомагистрала „Тракия“.
Успоредно на нея, от село Нови хан до град Белово, на протежение от 74,2 км – участък от първокласен път № 8 от Държавната пътна мрежа ГКПП „Калотина“ – София – Пловдив – ГКПП „Капитан Андреево“.
По северната периферия на планината, между селата Горна Малина и Мирково, на протежение от 36,8 преминава участък от първокласен път № 6 от Държавната пътна мрежа ГКПП „Гюешево“ – София – Карлово – Бургас.
Освен тези два първокласни пътя през планината преминават още четири пътя от Държавната пътна мрежа:
- По цялото южно и западно подножие на планината, по долините на реките Марица и Искър преминава целия участък (86,3 км) на второкласен път № 82 Костенец – Самоков – София.
- Между селата Вакарел и Поибрене, на протежение от 34,1 км – участък от третокласен път № 801 Вакарел – Панагюрище – Стрелча.
- От град Ихтиман до село Калугерово, на протежение от 39,1 км – участък от третокласен път № 803 Ихтиман – Лесичово – Пазарджик.
- От Ихтиман до Самоков, цялото протежение (37,3 км) – от третокласен път № 822 Ихтиман – Ново село – Самоков.

От северозапад на югоизток, успоредно на първокласен път № 8 преминава и част от трасето на жп линията София – Пловдив, а по северните ѝ слонове, успоредно на първокласен път № 6 – участък от трасето на Подбалканската жп линия София – Карлово – Бургас.

## Топографска карта
- Лист от карта K-34-48. Мащаб: 1 : 100 000.
- Лист от карта K-34-60. Мащаб: 1 : 100 000.
- Лист от карта K-34-72. Мащаб: 1 : 100 000.
- Лист от карта K-35-49. Мащаб: 1 : 100 000.
- Лист от карта K-35-61. Мащаб: 1 : 100 000.